# Zhongshan Dao
Zhongshan Dao (chinesisch 中山島 / 中山岛, Pinyin Zhōngshān Dǎo oder 香山島 / 香山岛,  Xiāngshān Dǎo, auch Macau Island) ist eine Insel in der Provinz Guangdong in der Volksrepublik China. Im Jahre 2002 lebten dort etwa 2.275.000 Menschen.
Administrativ gehört die Insel zu den Städten Zhuhai (Stadtbezirk Xiangzhou) und Zhongshan sowie zur Sonderverwaltungszone Macau.

## Lage
Die Insel liegt im Delta des Perlflusses.